# 神戸市電尻池線
尻池線（しりいけせん）は、かつて神戸市の長田停留場 - 築島停留場間を結んでいた神戸市電の軌道路線である。長田停留場 - 東尻池2丁目停留場間は国道28号上を、東尻池2丁目停留場 - 松原通5丁目間は国道2号上を、松原通5丁目停留場 - 中之島停留場間は県道489号上を走っていた。
長田では山陽電気鉄道本線との平面交差が、山陽が神戸高速鉄道への乗り入れで地下化する前日に当たる1968年4月6日まで存在した。

## 沿革
- 1922年（大正11年）7月12日：長田停留場 - 菅原通5丁目停留場間が開業
- 1923年（大正12年）
  - 4月15日：菅原通5丁目停留場 - 東尻池2丁目停留場間が開業。
  - 12月15日：東尻池2丁目停留場 - 松原通1丁目停留場間が開業。
- 1924年（大正13年）7月20日：松原通1丁目停留場 - 築島停留場間が開業し全線2.992kmが開通。
- 1961年（昭和36年）以前
  - 松原通1丁目停留場を松原1丁目停留場に改称。
  - 松原通3丁目停留場を松原3丁目停留場に改称。
  - 松原通5丁目停留場を松原5丁目停留場に改称。
  - 菅原通5丁目停留場を御蔵菅原通停留場に改称。
  - 御蔵菅原通停留場を御蔵菅原停留場に改称。
  - 松原1丁目停留場を廃止。
- 1969年（昭和44年）3月23日：中之島停留場 - 東尻池2丁目停留場間を廃止。
- 1970年（昭和45年）3月15日：長田停留場 - 東尻池2丁目停留場間を廃止。
- 1971年（昭和46年）3月14日：築島停留場 - 中之島停留場間を廃止。

## 駅一覧
- 1962年（昭和37年）7月当時。
- 背景色がグレーの駅は廃止・休止駅。

| 停留場名    | 読み                      | 接続路線                              | 廃止日         | 備考                                         |
| ----------- | ------------------------- | ------------------------------------- | -------------- | -------------------------------------------- |
| 長田        | ながた                    | 山手・上沢線 山陽電気鉄道本線：長田駅 | 1970年 3月15日 |                                              |
| 尻池北町    | しりいけきたまち          |                                       | 1970年 3月15日 |                                              |
| 御蔵菅原    | みくらすがはら            |                                       | 1970年 3月15日 | 開業当初の電停名は菅原通5丁目 次に御蔵菅原通 |
| 東尻池2丁目 | ひがししりいけ にちょうめ | 須磨線 高松線                         | 1970年 3月15日 |                                              |
| 松原5丁目   | まつばら ごちょうめ       |                                       | 1969年 3月23日 | 開業当初の電停名は松原通5丁目                |
| 松原3丁目   | まつばら さんちょうめ     |                                       | 1969年 3月23日 | 開業当初の電停名は松原通3丁目                |
| 松原1丁目   | まつばら いっちょうめ     |                                       | 1961年 以前    | 開業当初の電停名は松原通1丁目                |
| 中之島      | なかのしま                | 和田線                                | 1971年 3月14日 |                                              |
| 築島        | つきしま                  | 兵庫線                                | 1971年 3月14日 |                                              |

## 通過系統
- 1962年（昭和37年）7月当時。

| 系統   | 直通路線            | 通過区間                              | 直通路線            | 備考 |
| ------ | ------------------- | ------------------------------------- | ------------------- | --- |
| 1系統  | 和田線 山手・上沢線 | 中之島 - 築島 長田 - 東尻池2丁目      | 兵庫線 須磨線       | 循環系統。築島から兵庫線に直通後、楠公東門線・山手・上沢線を経由し長田へ行き尻池線を東尻池2丁目まで通過する       |
| 2系統  | 須磨線 兵庫線       | 東尻池2丁目 - 長田 築島 - 中之島      | 山手・上沢線 和田線 | 循環系統。長田から山手・上沢線に直通後、楠公東門線・兵庫線を経由し築島へ行き尻池線を中之島まで通過する            |
| 3系統  | 須磨線 山手・上沢線 | 東尻池2丁目 - 築島 長田 - 東尻池2丁目 | 兵庫線 須磨線       | 循環系統。築島から兵庫線に直通後、栄町本線・布引線・山手・上沢線を経由し長田へ行き尻池線を東尻池2丁目まで通過する |
| 4系統  | 須磨線 兵庫線       | 東尻池2丁目 - 長田 築島 - 東尻池2丁目 | 山手・上沢線 須磨線 | 循環系統。長田から山手・上沢線に直通後、布引線・栄町本線・兵庫線を経由し築島へ行き尻池線を東尻池2丁目まで通過する |
| 5系統  | 兵庫線 高松線       | 築島 - 中之島 東尻池2丁目 - 長田      | 和田線 山手・上沢線 | 循環系統。中之島から和田線に直通後、高松線を経由し東尻池2丁目へ行き尻池線を長田まで通過する                       |
| 7系統  | 山手・上沢線 和田線 | 長田 - 東尻池2丁目 中之島 - 築島      | 高松線 兵庫線       | 循環系統。東尻池2丁目から高松線に直通後、和田線を経由し中之島へ行き尻池線を築島まで通過する                       |
| 8系統  | 山手・上沢線        | 長田 - 東尻池2丁目                    | －                  | |
| 9系統  | 山手・上沢線        | 長田 - 東尻池2丁目                    | －                  | |
| 12系統 | 兵庫線 高松線       | 築島 - 中之島 東尻池2丁目 - 長田      | 和田線 山手・上沢線 | 循環系統。中之島から和田線に直通後、高松線を経由し東尻池2丁目へ行き尻池線を長田まで通過する                       |
| 13系統 | 山手・上沢線 和田線 | 長田 - 東尻池2丁目 中之島 - 築島      | 高松線 兵庫線       | 循環系統。東尻池2丁目から高松線に直通後、和田線を経由し中之島へ行き尻池線を築島まで通過する                       |
| 14系統 | 山手・上沢線        | 長田 - 東尻池2丁目                    | 須磨線              | |
| 15系統 | 兵庫線              | 築島 - 東尻池2丁目                    | 須磨線              | |